# 黄式三
黃式三（1789年—1862年），字薇香，號儆居，定海紫微（今屬定海區）人，清代學者。

## 生平
出生於定海紫微莊墩頭（今定海區雙橋鎮裡溪街道墩頭村），自幼讀書成癖，其父管教甚嚴。清道光十二年（1832年）貢生，道光十四年赴鄉試，其母以暴病卒，“驰归恸绝”，發誓不再應試，唯終身治學。五十治《尚书》、《春秋》，六十治《易经》，“于学不立门户，博综群经”，“东南称经师者，必曰黄氏”，李慈铭评其《论语后案》“不专主汉宋，而悉心考据，务求至当。”，尤長《三禮》，“論禘郊、宗廟，謹守鄭漢學”，又有《礼书通故》一百卷“集清代礼学之大成”。道光二十年英军侵定海，仿韩愈作《五箴》。同治元年（1862年）十月病卒。

## 家族
有子黄以周。

## 著作
著有《复礼说》、《崇礼说》、《约礼说》、《论语后案》20卷、《诗丛书》1卷、《诗序说通》2卷、《诗传笺考》2卷、《春秋释》2卷、《周季编略》9卷、《儆居集经说》4卷、《书启蒙》4卷、《黄氏熟课》3卷、《古体诗》1卷等。

## 延伸阅读
[在维基数据编辑]
 《清史稿·卷482》，出自趙爾巽《清史稿》